# Hans Ewers

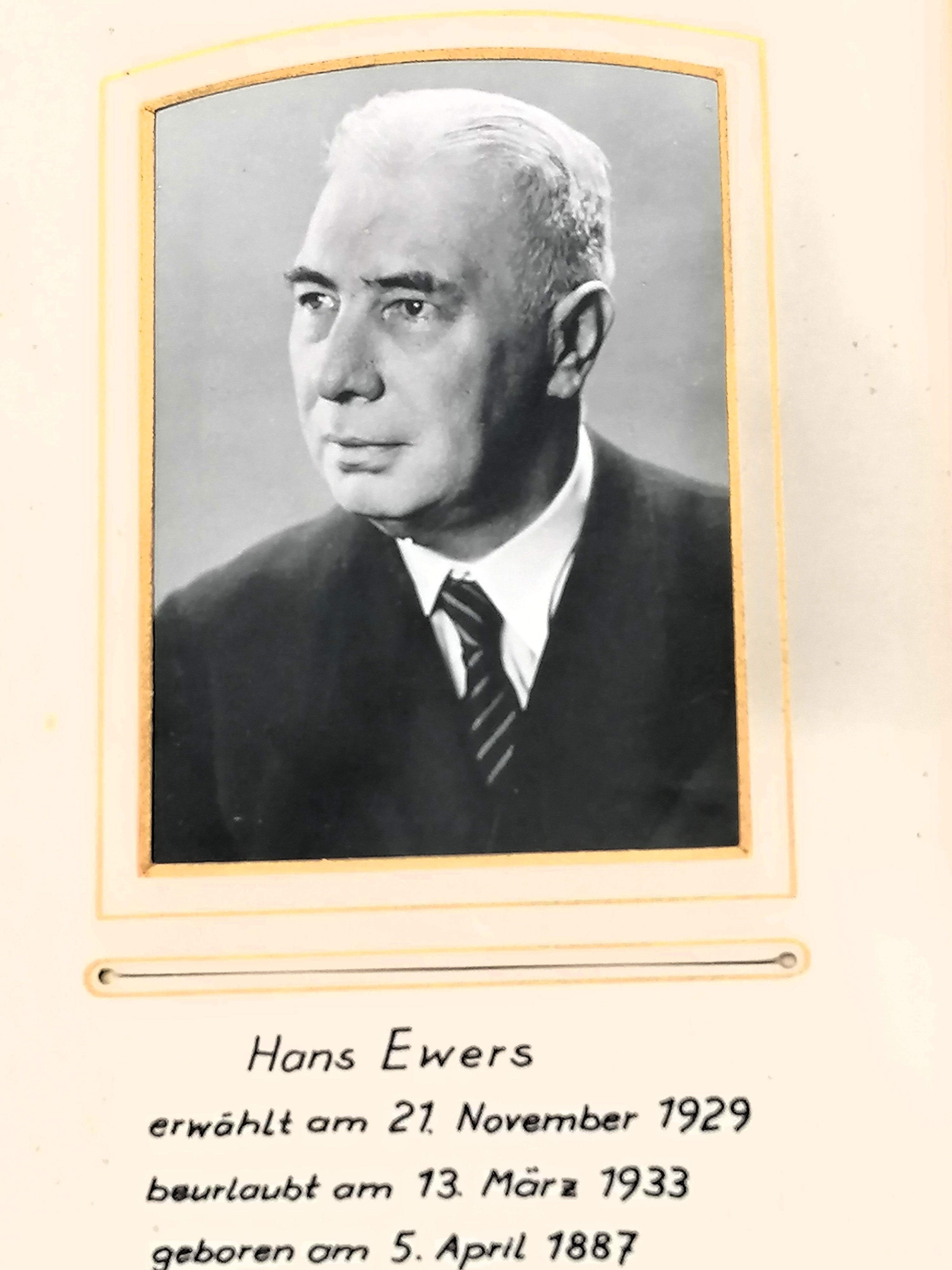
Senator Hans Ewers

Hans Ewers (* 5. April 1887 in Lübeck; † 29. Dezember 1968 ebenda) war ein deutscher Jurist und Politiker (DVP, später DP).

## Leben und Beruf
Nach dem Abitur am Katharineum zu Lübeck studierte Ewers in München, Heidelberg, Berlin und Kiel Rechtswissenschaften. Nach der Referendar- und Assessorzeit in Hamburg nahm er als Soldat am Ersten Weltkrieg teil. 1918 wurde er als Rechtsanwalt und Notar in Lübeck zugelassen.

## Partei
Ewers gehörte in der Weimarer Republik der DVP an, wo er dem rechten Flügel zugerechnet wurde. Ab 1933 war er Mitglied des NS-Rechtswahrer Bundes. In seinem Lebenslauf zur Aufnahme in die Reichsschrifttumskammer im September 1942 schrieb er: „In dieser Eigenschaft stand [er] im Brennpunkt der örtlichen Politik und war maßgeblicher Widersacher der sozialdemokratischen Klassenkampfpolitik“. Trotz dieser Äußerung charakterisieren ihn Danker und Lehmann-Himmel in ihrer Studie über das Verhalten und die Einstellungen der Schleswig-Holsteinischen Landtagsabgeordneten und Regierungsmitglieder der Nachkriegszeit in der NS-Zeit als „Nonkonformisten“ und „oppositionell-gemeinschaftsfremd“. Sie begründen dies mit „abweichendem Verhalten“ gegenüber dem nationalsozialistischen Regime (er trat z. B. nie der NSDAP bei) und seiner Entlassung als Lübecker Senator.
Am 25. September 1945 gründete er in Lübeck die Deutsche Sammlung, die sich am 31. Oktober 1945 in Mülheim an der Ruhr an der Gründung der Deutschen Aufbau-Partei (DAP) beteiligte. Bereits ein halbes Jahr später, am 22. März 1946, ging die DAP in der Deutschen Konservativen Partei – Deutschen Rechtspartei (DKP-DRP) auf. Am 11. November 1947 trat Ewers mit dem Lübecker Kreisverband der DKP-DRP, der bei der Landtagswahl im April desselben Jahres immerhin 10 % der Stimmen erreicht hatte, zur DP über und wurde deren stellvertretender Landesvorsitzender (bis 1949).

## Abgeordneter
Ewers war von 1921 bis 1926 Mitglied der Lübecker Bürgerschaft und dort Vorsitzender der DVP-Fraktion. 1945 wurde er in die erste ernannte Bürgerschaft berufen und gehörte später auch den gewählten Bürgerschaften an.
Vom 2. Dezember 1946 bis zum 19. April 1947 war Ewers Mitglied des zweiten ernannten Landtages von Schleswig-Holstein. Bei den ersten Wahlen zum Deutschen Bundestag wurde er ins Parlament gewählt und blieb bis 1953 Bundestagsabgeordneter. 1951 bis 1953 war er stellvertretender Vorsitzender des Parlamentarischen Untersuchungsausschusses betreffend den Dokumentendiebstahl im Bundeskanzleramt und vom 17. März 1953 bis zum Ende der Legislaturperiode stellvertretender Fraktionsvorsitzender seiner Partei.

## Öffentliche Ämter
Von 1929 bis März 1933 war Ewers als Senator Mitglied der Lübecker Landesregierung.

## Familie
Ewers heiratete am 25. März 1919 in Dresden Julie Auguste Fleischer (* 21. Juli 1895), Tochter des Architekten Ernst Fleischer.